# NuSTAR

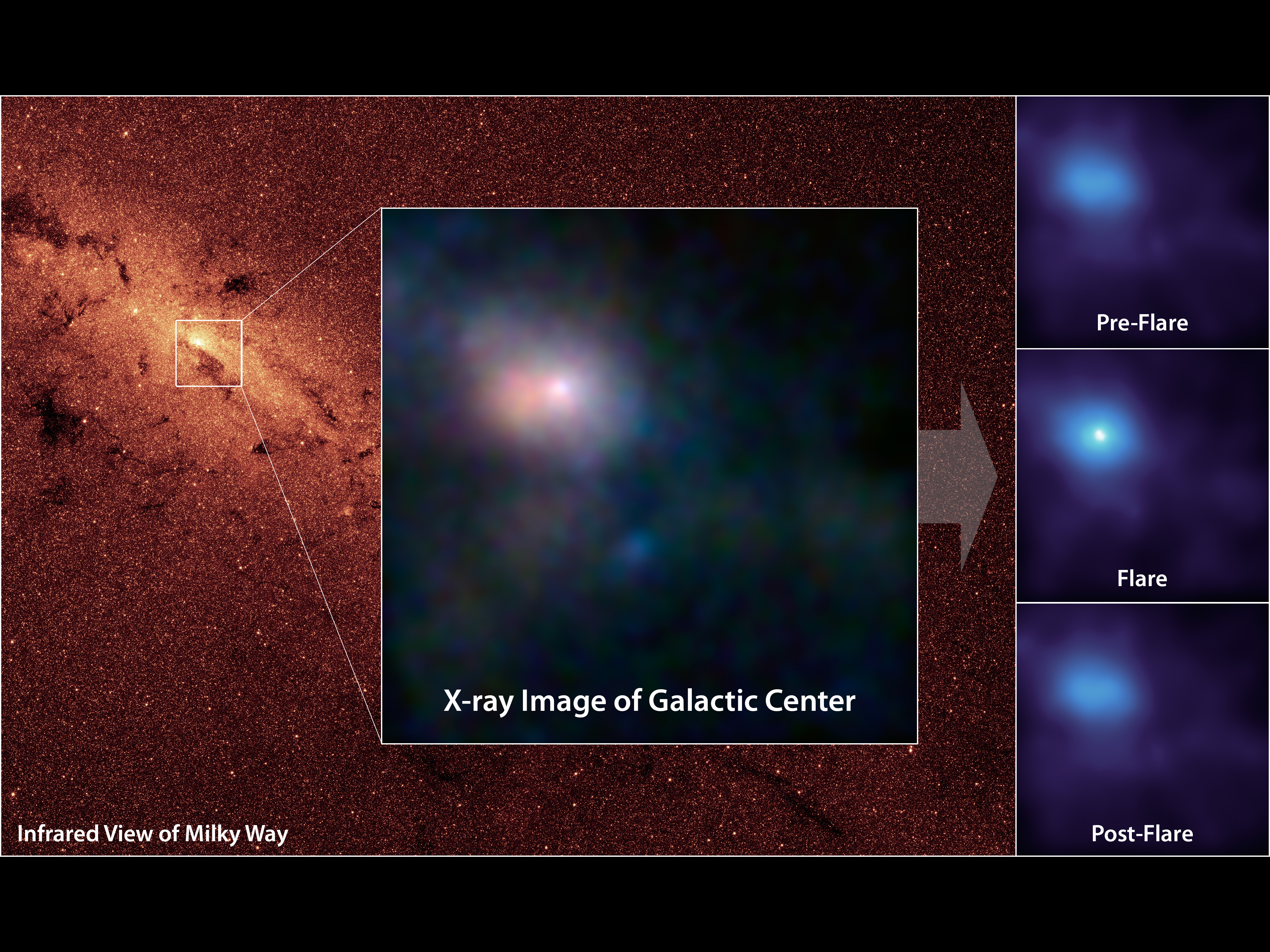
El NuSTAR ha captat aquestes primeres imatges del forat negre supermassiu al centre de la nostra galàxia en llum de raigs X d'alta energia.

NuSTAR (el Nuclear Spectroscopic Telescope Array) és un telescopi espacial de raigs X que utilitza un telescopi Wolter per enfocar raigs X d'alta energia des de fonts astrofísiques, especialment per a espectroscopia nuclear, i opera en el rang de 5 a 80 keV. És l'onzena missió de la NASA en el programa de satèl·lits Small Explorer (SMEX-11) i el primer telescopi de raigs X amb imatgeria directa en energies més enllà dels de l'Observatori de raigs X Chandra i el XMM-Newton. Va ser llançat amb èxit el 13 de juny de 2012, que prèviament havia sigut retardat des del 21 de març a causa de problemes de programari amb el vehicle de llançament.
Els seus objectius principals són científics per dur a terme un estudi profund dels forats negres un bilió de vegades més massius que el sol, entendre com les partícules s'acceleren dins d'una fracció d'u per cent per sota de la velocitat de la llum en les galàxies actives, i entendre com els elements es creen en les explosions d'estrelles massives creant imatges de les seves restes, que s'anomenen sovint com a romanents de supernoves.

## Història
El predecessor del NuSTAR, el High Energy Focusing Telescope (HEFT), era una versió de globus que transportava telescopis i detectors construïts amb tecnologies similars. En el febrer de 2003, la NASA va emetre una Explorer Program Announcement of Opportunity. En resposta, la NuSTAR es va presentar a la NASA el maig, com una de les 36 propostes de missió que competien per ser la desena i l'onzena missió Small Explorer.
En el novembre, la NASA va seleccionar el NuSTAR, més quatre propostes més per a un estudi d'execució de cinc mesos de factibilitat.
En el gener de 2005, la NASA va seleccionar el NuSTAR per al vol pendent per l'estudi de factibilitat d'un any. El programa va ser cancel·lat el 2006 com a resultat de les retallades a la ciència en els pressupostos de la NASA pel 2007. El 21 de setembre de 2007 es va anunciar que el programa s'havia reiniciat, amb un llançament previst a l'agost 2011, encara que això es va retardar més tard al juny de 2012.
La investigadora principal és Fiona Harrison de la California Institute of Technology (Caltech). Altres socis importants són la Jet Propulsion Laboratory (JPL), University of California at Berkeley, Danish Technical University (DTU), Columbia University, Goddard Space Flight Center, Universitat Stanford, University of California, Santa Cruz, Sonoma State University, Lawrence Livermore National Laboratory, i l'Agència Espacial Italiana (ASI). Els principals socis industrials de la NuSTAR inclouen Orbital Sciences Corporation i ATK Space Systems-Goleta.

## Llançament
La NASA va contractar Orbital Sciences Corporation pel llançament del NuSTAR (amb massa de 350 kg) en un coet Pegasus XL pel 21 de març de 2012. S'havia previst anteriorment pel 15 d'agost de 2011, 3 de febrer de 2012, 16 de març de 2012, i 14 de març de 2012. Després d'una reunió de llançament el 15 de març de 2012, el llançament va ser empès més cap enrere per donar temps a revisar el programari de vol del vehicle de llançament. El llançament es va dur a terme amb èxit a les 16:00:37 UTC el 13 de juny de 2012 about 117 nautical miles south of Kwajalein Atoll. El coet Pegasus va ser impulsat per una aeronau L-1011 'Stargazer'.
El 22 de juny de 2012 es va confirmar que el màstil de 10 m estava totalment desplegat.

## Òptica
El NuSTAR empra dos òptiques incidència rasant centrades cadascun dels quals consta de 133 capes concèntriques. La innovació particular que permet el NuSTAR és que l'òptica està recoberda amb multicapes graduades en profunditat (alternant capes de gruix atòmics d'un material d'alta i baixa densitat); amb la tria de NuSTAR en multicapes Pt/SiC i W/Si, això permet la reflectivitat fins als 79 keV (energia de plata de vora-K).
L'òptica es va produir al Goddard Space Flight Center, amb fulles primes escalfades (210 µm) de vidre flexible, en un forn perquè es desplomin per sobre en precisió polida cilíndrica de quars anomenada mandrels del radi apropiat. Els recobriments s'apliquen per un grup en el Danish Technical University.
Les fulles són ensamblades al Nevis Laboratories de la Columbia University, usant espaiadors de grafit mecanitzats per restringir el vidre a la forma cònica, i es mantenen units per epoxi. Hi ha 4.680 segments de miralls en total (les 65 capes internes cadascuna es componen per sis segments i les 65 capes exteriors de 12; hi ha segments superior i inferior per a cada fulla, i hi ha dos telescopis); hi ha cinc separadors per segment. Des de l'epoxi triga 24 hores per curar, una fulla és muntada per dia - es necessiten quatre mesos per construir una òptica.
La funció de dispersió de punt esperat per als miralls de vol és de 43 segons d'arc, donant una mida de punt d'aproximadament dos mil·límetres en el pla focal; aquesta és una bona resolució sense precedents per l'enfocament òptic de raigs X, encara fins a dos ordres de magnitud millor a la resolució obtinguda en longituds d'ona pel Chandra.
L'òptica té una distància focal de 10,15 metres a través d'un llarg màstil desplegable; s'utilitza un sistema de metrologia de làser per determinar les posicions relatives exactes de l'òptica i el pla focal en tot moment, de manera que cada fotó detectat pot ser assignat de nou al punt correcte en el cel encara que l'òptica i el moviment pla focal respecte a l'altra durant una exposició.